# Время назад
«Время назад» — студийный электрический альбом Ольги Арефьевой и группы «Ковчег», выпущенный в 2015 году. Концерт-презентация альбома состоялась 27 февраля 2015 года в ЦДХ.

## Критика
В своей рецензии Гуру Кен отметил, что этот альбом, наполненный «сочным блюз-роковым пассажем с ввинчивающимся в уши пронзительным вокалом» и обращённый к временам Led Zeppelin, не оставит равнодушными поклонников Земфиры, Сургановой, Арбениной, Линды, Мары и других исполнителей женского рока в России. Особо критик отметил композиции «Любимый» и «Ночное вино», как пример классических рок-баллад.
В интервью с Ольгой Арефьевой литературный редактор журнала FUZZ Екатерина Борисова также отметила хороший вокал певицы и звучание альбома, тяготеющее к року 1960-70-х годов, так как альбом насыщен и блюзом, и психоделией, и регги, и прогрессив-роком.

## Список композиций
Все песни, кроме отмеченной, написаны Ольгой Арефьевой.
| №   | Название                                                                          | Длительность |
| --- | --------------------------------------------------------------------------------- | ------------ |
| 1.  | «Время назад»                                                                     | 7:00         |
| 2.  | «Последний месяц сентября»                                                        | 3:50         |
| 3.  | «Ночное вино»                                                                     | 3:14         |
| 4.  | «Мыловар»                                                                         | 4:03         |
| 5.  | «Оборотень»                                                                       | 4:16         |
| 6.  | «Пророк»                                                                          | 3:52         |
| 7.  | «Дедушка Фред»                                                                    | 2:10         |
| 8.  | «Папоротник»                                                                      | 6:30         |
| 9.  | «Любимый»                                                                         | 3:59         |
| 10. | «Два» (стихи Тове Дитлевсен (пер. с датского), вольная обработка Ольги Арефьевой) | 3:43         |
| 11. | «Средневековый барон»                                                             | 4:10         |
| 12. | «Сион»                                                                            | 4:53         |
| 13. | «Пойдём по радуге»                                                                | 3:49         |
| 14. | «Пускай мне приснится птица»                                                      | 4:15         |

## Участники записи
- Ольга Арефьева — вокал, песни, гитара
- Сергей Индюков — гитара
- Пётр Акимов — клавишные, аранжировки
- Сергей Суворов — бас-гитара
- Антон Лукьянчук — ударные (1, 3, 5, 6, 9, 13, 14)
- Андрей Чарупа — ударные (2, 4, 7, 8, 10, 11, 12)
- Анатолий Жемир — звукорежиссура, программирование, сведение, мастеринг